# Tienda en Veo
Tienda en Veo fue un canal de televisión español dedicado a la venta de productos y servicios comúnmente denominados teletienda, videncia y concursos de telellamadas las 24 horas del día. Pertenecía al grupo Unidad Editorial.
En el mes de septiembre, el Ministerio de Industria exigió a Veo Televisión S.A. el cierre inmediato de Tienda en VEO en TDT, ya que consideró que estaba vulnerando el límite de cuatro emisiones simultáneas que recoge la Ley General Audiovisual. Ese mismo día también se exigió el cierre de Canal Club a Sogecable. Días antes, el Gobierno también exigió el cierre de Cincoshop a Gestevisión Telecinco por los mismos motivos. El canal cesó sus emisiones el 21 de diciembre de 2010 debido a que el canal empezó a operar 13TV.